# Patinação artística nos Jogos Olímpicos de Inverno de 2010 - Duplas

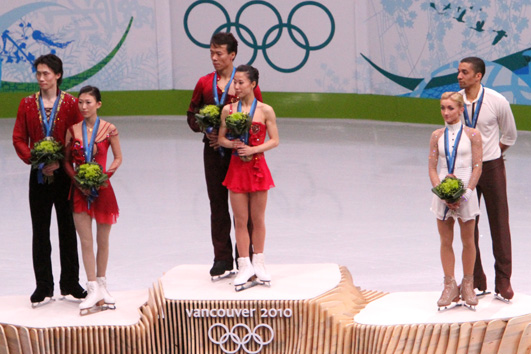
Pódio da competição em Vancouver

As competições de duplas da patinação artística nos Jogos Olímpicos de Inverno de 2010 foram disputadas no Pacific Coliseum em Vancouver, Colúmbia Britânica em 14 e 15 de fevereiro de 2010, sendo a final disputada às 17:00 (UTC-8). 

## Medalhistas
| Ouro   | CHN Shen Xue e Zhao Hongbo            |
| Prata  | CHN Pang Qing e Tong Jian             |
| Bronze | GER Aliona Savchenko e Robin Szolkowy |

## Resultados

### Programa curto
O programa curto foi disputado em 14 de fevereiro. Shen Xue e Zhao Hongbo, da China, estabeleceram um novo recorde, com 76,66 pontos. 
| Pos. | Patinadora          | Patinador           | País               | PST   | PET   | PCP   | HP   | TR   | PE   | CO   | IN   | Ded  | Nº |
| ---- | ------------------- | ------------------- | ------------------ | ----- | ----- | ----- | ---- | ---- | ---- | ---- | ---- | ---- | -- |
| 1    | Shen Xue            | Zhao Hongbo         | CHN China          | 76.66 | 42.42 | 34.24 | 8.60 | 8.30 | 8.70 | 8.60 | 8.60 | 0.00 | 1  |
| 2    | Aliona Savchenko    | Robin Szolkowy      | GER Alemanha       | 75.96 | 42.24 | 33.72 | 8.40 | 8.25 | 8.55 | 8.50 | 8.45 | 0.00 | 20 |
| 3    | Yuko Kavaguti       | Alexander Smirnov   | RUS Rússia         | 74.16 | 40.92 | 33.24 | 8.25 | 8.10 | 8.45 | 8.30 | 8.45 | 0.00 | 16 |
| 4    | Pang Qing           | Tong Jian           | CHN China          | 71.50 | 39.90 | 32.60 | 8.25 | 7.90 | 8.25 | 8.15 | 8.20 | 1.00 | 18 |
| 5    | Zhang Dan           | Zhang Hao           | CHN China          | 71.28 | 41.08 | 30.20 | 7.70 | 7.40 | 7.55 | 7.65 | 7.45 | 0.00 | 19 |
| 6    | Jessica Dubé        | Bryce Davison       | CAN Canadá         | 65.36 | 36.16 | 30.20 | 7.60 | 7.30 | 7.60 | 7.65 | 7.60 | 1.00 | 17 |
| 7    | Anabelle Langlois   | Cody Hay            | CAN Canadá         | 64.20 | 37.60 | 26.60 | 6.70 | 6.30 | 6.75 | 6.80 | 6.70 | 0.00 | 9  |
| 8    | Maria Mukhortova    | Maxim Trankov       | RUS Rússia         | 63.44 | 34.24 | 30.20 | 7.65 | 7.40 | 7.50 | 7.65 | 7.55 | 1.00 | 14 |
| 9    | Tatiana Volosozhar  | Stanislav Morozov   | UKR Ucrânia        | 62.14 | 34.62 | 27.52 | 7.05 | 6.70 | 6.85 | 7.00 | 6.80 | 0.00 | 15 |
| 10   | Amanda Evora        | Mark Ladwig         | USA Estados Unidos | 57.86 | 33.10 | 24.76 | 6.30 | 5.95 | 6.35 | 6.20 | 6.15 | 0.00 | 8  |
| 11   | Nicole Della Monica | Yannick Kocon       | ITA Itália         | 56.82 | 31.90 | 24.92 | 6.40 | 6.10 | 6.15 | 6.40 | 6.10 | 0.00 | 11 |
| 12   | Vera Bazarova       | Yuri Larionov       | RUS Rússia         | 56.54 | 31.74 | 24.80 | 6.25 | 5.90 | 6.30 | 6.35 | 6.20 | 0.00 | 7  |
| 13   | Anaïs Morand        | Antoine Dorsaz      | SUI Suíça          | 55.34 | 32.70 | 22.64 | 5.85 | 5.40 | 5.80 | 5.75 | 5.50 | 0.00 | 13 |
| 14   | Caydee Denney       | Jeremy Barrett      | USA Estados Unidos | 53.26 | 29.86 | 23.40 | 6.00 | 5.60 | 5.95 | 5.95 | 5.75 | 0.00 | 4  |
| 15   | Vanessa James       | Yannick Bonheur     | FRA França         | 51.16 | 28.56 | 22.60 | 5.75 | 5.40 | 5.65 | 5.80 | 5.65 | 0.00 | 6  |
| 16   | Stacey Kemp         | David King          | GBR Grã-Bretanha   | 48.28 | 27.72 | 20.56 | 5.25 | 4.90 | 5.25 | 5.15 | 5.15 | 0.00 | 12 |
| 17   | Maylin Hausch       | Daniel Wende        | GER Alemanha       | 45.46 | 23.54 | 21.92 | 5.60 | 5.25 | 5.35 | 5.55 | 5.65 | 0.00 | 5  |
| 18   | Maria Sergejeva     | Ilja Glebov         | EST Estônia        | 42.18 | 23.70 | 19.48 | 5.15 | 4.60 | 4.85 | 5.00 | 4.75 | 1.00 | 2  |
| 19   | Ekaterina Kostenko  | Roman Talan         | UKR Ucrânia        | 39.54 | 21.74 | 18.80 | 4.85 | 4.50 | 4.65 | 4.85 | 4.65 | 1.00 | 10 |
| 20   | Joanna Sulej        | Mateusz Chruściński | POL Polônia        | 39.30 | 23.26 | 18.04 | 4.75 | 4.25 | 4.40 | 4.55 | 4.60 | 2.00 | 3  |

### Patinação livre
O programa livre foi disputado em 15 de fevereiro. Os chineses Pang Qing e Tong Jian estebeleceram o recorde mundial de 141,81 pontos para a patinação livre. 
| Pos. | Patinadora          | Patinador           | País               | PST    | PET   | PCP   | HP   | TR   | PE   | CO   | IN   | Ded  | Nº |
| ---- | ------------------- | ------------------- | ------------------ | ------ | ----- | ----- | ---- | ---- | ---- | ---- | ---- | ---- | -- |
| 1    | Pang Qing           | Tong Jian           | CHN China          | 141.81 | 70.53 | 71.28 | 8.90 | 8.70 | 9.00 | 8.90 | 9.05 | 0.00 | 19 |
| 2    | Shen Xue            | Zhao Hongbo         | CHN China          | 139.91 | 67.51 | 72.40 | 8.95 | 8.85 | 9.10 | 9.10 | 9.25 | 0.00 | 20 |
| 3    | Aliona Savchenko    | Robin Szolkowy      | GER Alemanha       | 134.64 | 65.08 | 70.56 | 8.85 | 8.60 | 8.85 | 8.85 | 8.95 | 1.00 | 18 |
| 4    | Zhang Dan           | Zhang Hao           | CHN China          | 123.06 | 65.42 | 58.64 | 7.50 | 7.15 | 7.35 | 7.40 | 7.25 | 1.00 | 14 |
| 5    | Maria Mukhortova    | Maxim Trankov       | RUS Rússia         | 122.35 | 61.27 | 62.08 | 7.80 | 7.55 | 7.80 | 7.85 | 7.80 | 1.00 | 15 |
| 6    | Jessica Dubé        | Bryce Davison       | CAN Canadá         | 121.75 | 60.99 | 61.76 | 7.70 | 7.60 | 7.70 | 7.85 | 7.75 | 1.00 | 16 |
| 7    | Yuko Kavaguti       | Alexander Smirnov   | RUS Rússia         | 120.61 | 57.13 | 64.48 | 8.05 | 7.85 | 8.05 | 8.10 | 8.25 | 1.00 | 17 |
| 8    | Tatiana Volosozhar  | Stanislav Morozov   | UKR Ucrânia        | 119.64 | 64.64 | 56.00 | 7.15 | 6.75 | 7.05 | 7.05 | 7.00 | 1.00 | 11 |
| 9    | Anabelle Langlois   | Cody Hay            | CAN Canadá         | 115.77 | 60.45 | 56.32 | 7.10 | 6.80 | 7.05 | 7.10 | 7.15 | 1.00 | 13 |
| 10   | Amanda Evora        | Mark Ladwig         | USA Estados Unidos | 114.06 | 62.06 | 52.00 | 6.45 | 6.45 | 6.65 | 6.45 | 6.50 | 0.00 | 9  |
| 11   | Vera Bazarova       | Yuri Larionov       | RUS Rússia         | 106.96 | 57.72 | 50.24 | 6.40 | 6.10 | 6.20 | 6.40 | 6.30 | 1.00 | 10 |
| 12   | Caydee Denney       | Jeremy Barrett      | USA Estados Unidos | 105.07 | 56.27 | 48.80 | 6.20 | 5.85 | 6.25 | 6.15 | 6.05 | 0.00 | 8  |
| 13   | Nicole Della Monica | Yannick Kocon       | ITA Itália         | 104.78 | 54.34 | 51.44 | 6.65 | 6.30 | 6.35 | 6.55 | 6.30 | 1.00 | 12 |
| 14   | Vanessa James       | Yannick Bonheur     | FRA França         | 93.94  | 48.34 | 45.60 | 5.90 | 5.45 | 5.75 | 5.75 | 5.65 | 0.00 | 6  |
| 15   | Maylin Hausch       | Daniel Wende        | GER Alemanha       | 93.28  | 51.08 | 43.20 | 5.50 | 5.20 | 5.60 | 5.35 | 5.35 | 1.00 | 1  |
| 16   | Stacey Kemp         | David King          | GBR Grã-Bretanha   | 91.66  | 49.90 | 41.76 | 5.25 | 5.10 | 5.30 | 5.30 | 5.15 | 0.00 | 5  |
| 17   | Anaïs Morand        | Antoine Dorsaz      | SUI Suíça          | 89.08  | 48.44 | 42.64 | 5.40 | 5.25 | 5.15 | 5.45 | 5.40 | 2.00 | 7  |
| 18   | Joanna Sulej        | Mateusz Chruściński | POL Polônia        | 86.52  | 49.44 | 38.08 | 4.90 | 4.40 | 4.75 | 4.90 | 4.85 | 1.00 | 4  |
| 19   | Maria Sergejeva     | Ilja Glebov         | EST Estônia        | 82.72  | 43.92 | 38.80 | 5.05 | 4.65 | 4.90 | 4.95 | 4.70 | 0.00 | 3  |
| 20   | Ekaterina Kostenko  | Roman Talan         | UKR Ucrânia        | 81.44  | 45.52 | 35.92 | 4.65 | 4.20 | 4.65 | 4.50 | 4.45 | 0.00 | 2  |

### Total
Shen Xue e Zhao Hongbo, da China, cravaram um novo recorde para a pontuação total, com 216,57 pontos. Foi a primeira vez desde 1960 que um russo ou um soviético não levou a medalha de ouro. 
| Pos.              | Patinadora          | Patinador           | País               | Pontuação total | PC    | PL     |
| ----------------- | ------------------- | ------------------- | ------------------ | --------------- | ----- | ------ |
| Medalha de ouro   | Shen Xue            | Zhao Hongbo         | CHN China          | 216.57          | 76.66 | 139.91 |
| Medalha de prata  | Pang Qing           | Tong Jian           | CHN China          | 213.31          | 71.50 | 141.81 |
| Medalha de bronze | Aliona Savchenko    | Robin Szolkowy      | GER Alemanha       | 210.60          | 75.96 | 134.64 |
| 4                 | Yuko Kavaguti       | Alexander Smirnov   | RUS Rússia         | 194.77          | 74.16 | 120.61 |
| 5                 | Zhang Dan           | Zhang Hao           | CHN China          | 194.34          | 71.28 | 123.06 |
| 6                 | Jessica Dubé        | Bryce Davison       | CAN Canadá         | 187.11          | 65.36 | 121.75 |
| 7                 | Maria Mukhortova    | Maxim Trankov       | RUS Rússia         | 185.79          | 63.44 | 122.35 |
| 8                 | Tatiana Volosozhar  | Stanislav Morozov   | UKR Ucrânia        | 181.78          | 62.14 | 119.64 |
| 9                 | Anabelle Langlois   | Cody Hay            | CAN Canadá         | 179.97          | 64.20 | 115.77 |
| 10                | Amanda Evora        | Mark Ladwig         | USA Estados Unidos | 171.92          | 57.86 | 114.06 |
| 11                | Vera Bazarova       | Yuri Larionov       | RUS Rússia         | 163.50          | 56.54 | 106.96 |
| 12                | Nicole Della Monica | Yannick Kocon       | ITA Itália         | 161.60          | 56.82 | 104.78 |
| 13                | Caydee Denney       | Jeremy Barrett      | USA Estados Unidos | 158.33          | 53.26 | 105.07 |
| 14                | Vanessa James       | Yannick Bonheur     | FRA França         | 145.10          | 51.16 | 93.94  |
| 15                | Anaïs Morand        | Antoine Dorsaz      | SUI Suíça          | 144.42          | 55.34 | 89.08  |
| 16                | Stacey Kemp         | David King          | GBR Grã-Bretanha   | 139.94          | 48.28 | 91.66  |
| 17                | Maylin Hausch       | Daniel Wende        | GER Alemanha       | 138.74          | 45.46 | 93.28  |
| 18                | Joanna Sulej        | Mateusz Chruściński | POL Polônia        | 125.82          | 39.30 | 86.52  |
| 19                | Maria Sergejeva     | Ilja Glebov         | EST Estônia        | 124.90          | 42.18 | 82.72  |
| 20                | Ekaterina Kostenko  | Roman Talan         | UKR Ucrânia        | 120.98          | 39.54 | 81.44  |

Legenda
| Recorde mundial      | Recorde mundial (World record)               |                       | Recorde africano                      | Recorde africano (African) |                                           | Q | Classificado por posição (Qualified) |
| Recorde olímpico     | Recorde olímpico (Olympic record)            | Recorde da América    | Recorde da América (Americas)         | q                          | Classificado por melhor tempo (Qualified) |   |                                      |
| Melhor marca do ano  | Melhor marca do ano (World leading)          | Recorde asiático      | Recorde asiático (Asian)              | DNS                        | Não largou (Did not start)                |   |                                      |
| Recorde nacional     | Recorde nacional (National record)           | Recorde europeu       | Recorde europeu (European)            | DNF                        | Não terminou (Did not finish)             |   |                                      |
| Recorde pessoal      | Recorde pessoal do atleta (Personal best)    | Recorde da Oceania    | Recorde da Oceania (Oceania)          | DSQ / DQ                   | Desclassificado (Disqualified)            |   |                                      |
| Recorde da temporada | Recorde da temporada do atleta (Season best) | Recorde sul-americano | Recorde sul-americano (South America) | NM                         | Sem marca (No mark)                       |   |                                      |